# Mengerskirchen
Mengerskirchen – gmina z przywilejami miasta (niem. Marktflecken) w Niemczech, w kraju związkowym Hesja, w rejencji Gießen, w powiecie Limburg-Weilburg.